# Kristine Esebua
Kristine Esebua (ur. 19 marca 1985 w Chobi) – gruzińska łuczniczka, wicemistrzyni świata. Startuje w konkurencji łuków klasycznych.
Trzykrotnie startowała na igrzyskach olimpijskich – w 2004 roku zajęła 40. miejsce, w 2008 odpadła w 1/32 finału, zaś w 2012 pożegnała się z turniejem po 1/16 finału.